# Фёдорова, Ольга Фёдоровна
Ольга Фёдоровна Фёдорова (7 сентября 1929, Сятракасы, Татаркасинский район, Чувашская АССР, РСФСР, СССР — 4 мая 2015, Моргауши, Чувашская Республика, Российская Федерация) — советский передовик сельскохозяйственного производства, Герой Социалистического Труда.

## Биография
В 1950-1972 работала в родном колхозе в полеводческой бригаде, телятницей, дояркой, затем с 1959 г. — дояркой в колхозе «Волжанин» Воротынского района Горьковской области.
В 1972 вернулась на родину. Работала в райпотребсоюзе. Была заместителем председателя общепита.

## Награды
- Указом Президиума Верховного Совета СССР от 22 марта 1966 года за успехи в развитии животноводства, увеличении производства и заготовок животноводческих продуктов удостоена звания Героя Социалистического Труда.
- Награждена орденом Ленина, медалями.